# Forcipomyia tympanista
Forcipomyia tympanista är en tvåvingeart som beskrevs av Debenham 1987. Forcipomyia tympanista ingår i släktet Forcipomyia och familjen svidknott. Inga underarter finns listade i Catalogue of Life.